# 紅牛體育場 (薩爾斯堡)
紅牛體育場是一座位於奧地利薩爾斯堡的足球場。它在2003年3月正式落成，是薩爾斯堡紅牛足球俱樂部的主場。

## 簡介
球場目前可容納31,895人。在擴建前只能容納18200人，為了承辦2008年歐洲國家盃，擴建後可容納30000多人。

## 外部連結
- 紅牛體育場 (薩爾斯堡)

47°48′58.55″N 12°59′53.62″E / 47.8162639°N 12.9982278°E